# Berre-les-Alpes
 Berre-les-Alpes  es una población y comuna francesa, situada en la región de Provenza-Alpes-Costa Azul, departamento de Alpes Marítimos, en el distrito de Niza y cantón de Contes.

## Demografía
| 325 | 570 | 819 | 949 | 857 | 1162 |
| Para los censos de 1962 a 1999 la población legal corresponde a la población sin duplicidades (Fuente: INSEE [Consultar]) |     |     |     |     |      |